# (4501) Eurypylos
(4501) Eurypylos (1989 CJ3) – planetoida z grupy trojańczyków okrążająca Słońce w ciągu 11,79 lat w średniej odległości 5,18 j.a. Odkryta 4 lutego 1989 roku.